# 배스군 (노스캐롤라이나주)

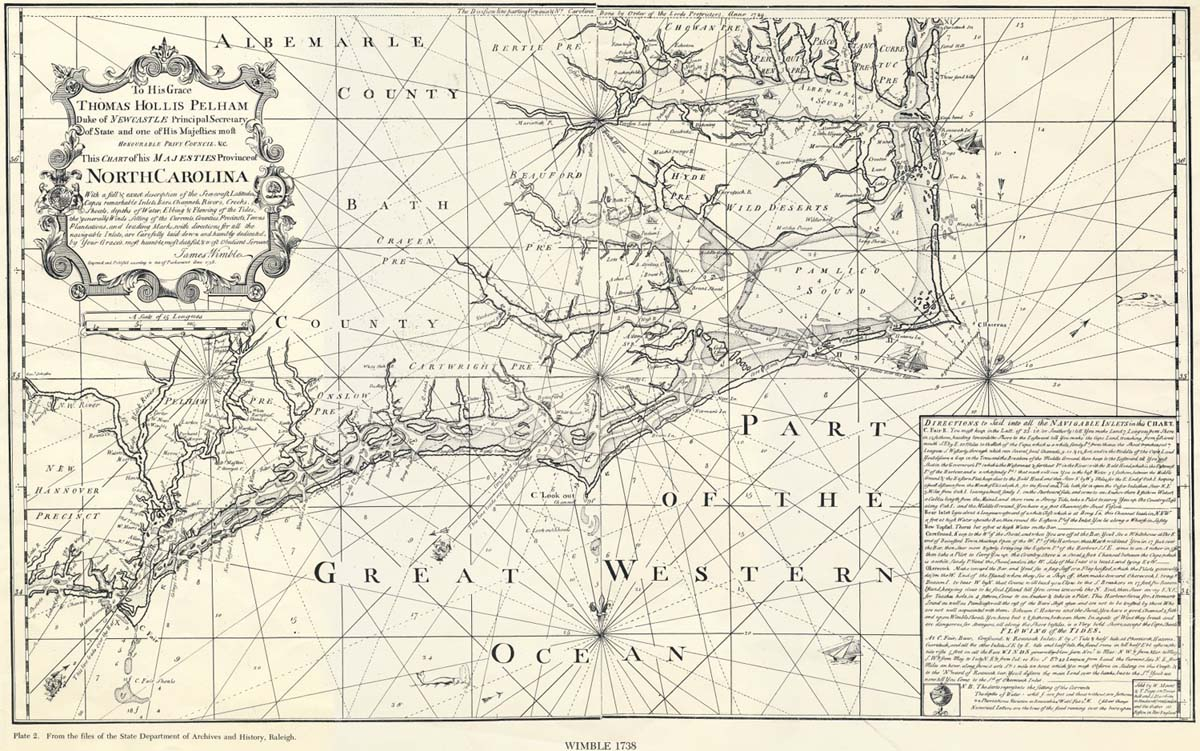
1738년 지도

배스군 또는 배스 카운티(Bath County)는 미국 노스캐롤라이나주에 위치한 과거의 군이다. 이 카운티는 1696년에 설립되었으며 1739년에 폐지되었다. 배스 카운티의 원래 세 구역인 팸테코프, 위컴 및 아치데일은 1712년 각각 뷰포트, 하이드 및 크레이븐 프리신트(Craven Precincts)로 이름이 변경되었다. 이 원래 구역은 카운티의 다른 4개 구역(Bladen, Onslow, Carteret 및 New Hanover)과 함께 1738년 배스 카운티가 공식적으로 폐지되었을 때 뷰포트, 하이드, 크레이븐, 블레이든, 온슬로, 캐터렛 및 뉴하노버 카운티가 되었다.
크레이븐 프리신트는 1722년 크레이븐에서 만들어졌다. 그런 다음 1729년 크레이븐에서 뉴하노버가 만들어졌다. 1734년 뉴하노버에서 블레이든과 온슬로라는 두 개의 선거구가 만들어졌다.
배스 마을(여전히 NC에서 가장 오래된 마을로 존재함)은 해적 검은수염으로 더 잘 알려진 에드워드 티치의 정차지였다. 그는 현지 소녀와 결혼했으며 1716년경 항구 도시 바스에 잠시 정착했다고 한다.

## 같이 보기
- 노스캐롤라이나주의 군 목록